# Preacher (3.ª temporada)
A terceira temporada de Preacher foi anunciada pela AMC em 26 de outubro de 2017. Sam Catlin continua como showrunner e produtor executivo. A terceira temporada estreou em 24 de junho de 2018.
Na temporada passada, Tulip acaba sendo assassinada por uma agente do Graal, e isso faz com que Jasse e Cassidy viajem até  uma propriedade chamada Angelville, para que a avó diabólica do pastor possa ressuscitar Tulip através da magia. Evidente que para tudo há um preço, e o pastor acaba ficando preso, sob contrato de sangue, na casa de sua avó Marie L’Angelle, que o força a trabalhar para pagar antigas dividas. Enquanto isso, a organização O Graal continua procurando o pastor, lhe querendo como o substituto do Messias, que sofre de sérios problemas mentais.

## Elenco e personagens

### Principal
- Dominic Cooper como Jesse Custer
- Joseph Gilgun como Cassidy
- Ruth Negga como Tulipa O'Hare
- Graham McTavish como O Santo dos Assassinos
- Ian Colletti como Eugene "Cara-de-Cu" Root
- Pip Torrens como Herr Starr
- Noah Taylor como Adolf Hitler
- Julie Ann Emery como Lara Featherstone
- Malcolm Barrett como Hoover
- Colin Cunningham como T.C.
- Betty Buckley como Marie "Vovó" L'Angelle

### Recorrente
- Mark Harelik como Deus
- Tyson Ritter como Humperdoo / Messias
- Jeremy Childs como Jody
- Jonny Coyne como Allfather D'Aronique
- Adam Croasdell como Eccarius
- Prema Cruz como Sabina Boyd
- Jason Douglas como Satanás

## Produção
A emissora AMC confirmou a terceira temporada de Preacher em 26 de outubro de 2017. Sam Catlin continua como showrunner e produtor executivo, e já temos alguns atores confirmados para o elenco. Dentre eles, está a atriz Betty Buckley, que interpretará Marie "Vovó" L'Angelle, e o ator Colin Cunningham, que interpretará T.C.
A terceira temporada estreou em 24 de junho de 2018.

## Episódios
| N.º na série | N.º na temp. | Título                                             | Dirigido por      | Escrito por             | Exibição original    | Audiência (milhões) |
| --- | ------------ | -------------------------------------------------- | ----------------- | ----------------------- | -------------------- | ------------------- |
| 24 | 1            | "Angelville" "(Angelville)" (BR)                   | Michael Slovis    | Sam Catlin              | 24 de junho de 2018  | 0.84                |
| Em um flashback, a mãe de Jesse tenta fugir de sua própria mãe, Madame L'Angelle, que é uma bruxa vodu, mas é impedida pelos capangas de sua mãe, T.C. e Jody. Quando ela engole uma fotografia do bebê Jesse, Marie L'Angelle a recupera cortando seu estômago e deixando-a para morrer. No presente, Jesse e Cassidy chegam a Angelville com o corpo de Tulip procurando a avó de Jesse. Jesse implora que ela traga Tulip de volta da morte, prometendo fazer o que ela quiser. Ela envia Jesse e Cassidy em uma missão para obter as coisas que ela precisa para o ritual. Jesse tem que ir para o clã rival de Boyd com Jody, o homem que matou seu pai, para recuperar o transpoil. Enquanto isso, no Purgatório, Tulip é colocada de volta em cenas de sua infância traumática ao lado de uma versão dela dessa época. Quando vovó L'Angelle está sozinha com o corpo de Cassidy e Tulip, ela oferece a ele um favor para levar Jesse de volta para casa. Depois de obter o transpoil violentamente, Vovó pode fazer com que Tulip volte à vida. Em seu caminho de volta, Tulip encontra Deus (Homem Cachorro), que diz a ela que ela faz parte de Seu grande esquema. Mais tarde, quando sua avó lembra a Jesse de sua promessa, ele diz a ela que ele pode enganá-la e matá-la. Ela responde que ele poderia tentar e ver o que acontece. |              |                                                    |                   |                         |                      |                     |
| 25 | 2            | "Sonsabitches" "(Filhos da Puta)" (BR)             | Michael Slovis    | Sara Goodman            | 1 de julho de 2018   | 0.77                |
| Em um flashback, Jesse adolescente ajuda Jody e T.C. para amarrar um cliente que não pagou por um feitiço. Como consequência, sua avó leva embora a alma do homem. No presente, Tulip diz a Cassidy e Jesse que foi baleada pela agente do Graal. Enquanto Cassidy quer se vingar imediatamente, Jesse pressiona seus amigos para se concentrarem em escapar da vovó primeiro, levando a mais tensão. Ele contata Herr Starr e exige seu fragmento de alma de volta na esperança de recuperar seus poderes. Como diversão, ele encena um ataque do clã Boyd em Angelville, enquanto encontra Herr Starr. A transferência falha quando Tulip se lembra de Deus dizendo a ela para "pegar aqueles filhos da puta" e ataca os agentes do Graal. No entanto, Herr Starr foge e deixa Jesse para lidar com sua família. Vovó L'Angelle pune Jesse por tentar traí-la usando bruxaria. Por ordem dela, Jesse entra em um porão rotulado como "As Tumbas", onde encontra o cliente acorrentado à parede. |              |                                                    |                   |                         |                      |                     |
| 26 | 3            | "Gonna Hurt" "(Vai Doer)" (BR)                     | John Grillo       | Gary Tieche             | 8 de julho de 2018   | 0.77                |
| Quando Tulip dirige para o escritório do Graal em Nova Orleans, ela encontra o local deserto. No caminho de volta, ela encontra Deus na estrada, que lhe diz que Ele deseja que ela falhe como parte de Seu plano, e que Ele está na Terra para preparar alguns testes. Ela não acredita Nele, acusa-o de estar na Terra sem rumo e promete "dar um chute na bunda dele". Porque T.C. está começando a suspeitar da capacidade de cura de Cassidy, Jesse tenta fazer as pazes com seu amigo e avisá-lo sobre Angelville, mas Cassidy não dá ouvidos. Enquanto Jesse está com Jody tentando recrutar novos clientes para sua avó, T.C. explica a Tulip sobre pactos de dívida de sangue, e Cassidy pede a Vovó L'Angelle um feitiço de amor. Enquanto isso, Tulip procura Madame Sabina Boyd para ajudá-lo a quebrar o pacto de Jesse. Quando Jody e T.C. descobrir que Cassidy é um vampiro, eles o penduram de cabeça para baixo em uma árvore, planejando matá-lo à luz do sol. Jesse intervém finalmente concordando em reabrir as Tumbas e arranjar uma luta entre Cassidy e o cliente trancado lá, agindo como mestre de cerimônias. |              |                                                    |                   |                         |                      |                     |
| 27 | 4            | "The Tombs" "(As Tumbas)" (BR)                     | Wayne Yip         | Mark Stegemann          | 15 de julho de 2018  | 0.75                |
| No Inferno, o Santo dos Assassinos encontra Satanás e é chicoteado como punição por sua fuga da prisão. Enquanto isso, Tulip tenta forçar Madame Boyd a revelar como quebrar o feitiço de Vovó, e ela foge com Boyd como refém. Em um flashback de uma sessão da Tumba nos velhos tempos, o T.C. avisa o jovem Jesse para manter seus encontros românticos em segredo. Acontece que ele está apaixonado por Madame Boyd, mas a deixa para protegê-la. Quando seu irmão aparece nas Tumbas, Jesse o mata acidentalmente. No presente, Cassidy vence sua luta. Antes da próxima partida, Jesse corta Cassidy em pedaços e tenta enviá-lo em um pacote. Enquanto dirige com Madame Boyd, Tulip aprende sua história com Jesse. Quando descobre que Cassidy aparentemente escapou, Jesse diz aos espectadores que Deus está faltando e que as Tumbas estão fechadas novamente. No entanto, Cassidy retorna ao ringue para lutar contra Jesse, terminando com Jesse apunhalando-o com uma estaca assim que Tulip aparece. Jesse e Tulip fazem as pazes e ela manda Cassidy em um ônibus para Nova Orleans dizendo que não o ama. Na manhã seguinte, Madame Boyd, ainda no porta-malas do carro de Tulip, diz a Tulip que ela deve matar vovó para quebrar o pacto. No Inferno, Satanás libera o Santo com a missão de trazer duas pessoas vivas que atrapalham os planos de expansão de Satanás, em troca da recompensa de matar o pastor. |              |                                                    |                   |                         |                      |                     |
| 28 | 5            | "The Coffin" "(O Caixão)" (BR)                     | Millicent Shelton | Mary Laws               | 22 de julho de 2018  | 0.82                |
| Tulip não consegue atirar em vovó dormindo. Quando T.C. e Jody descobrem que Cassidy escapou, eles capturam Jesse e Tulip e o trancam em um caixão submerso em um lago. Enquanto isso, Herr Starr supervisiona os preparativos de Humperdoo para ser revelado como o Messias. Herr Starr não fica impressionado com o desempenho de Humperdoo, mas seu superior, o Allfather, ordena que ele acelere o processo, quando Sarah Featherstone faz uma sugestão de como forçar Jesse a se juntar ao Graal. Ao mesmo tempo, Cassidy tenta encontrar outros vampiros em Nova Orleans. Depois que Tulip se separa de Jody, ela estrangula Vovó em legítima defesa, mas cai morta depois, porque sua vida está ligada à da velha. Jesse, que conseguiu escapar do caixão, pode ressuscitar Marie L'Angelle, ressuscitando Tulip também. Enquanto o Graal encena uma mensagem de vídeo falsa de Cassidy implorando a Jesse para salvá-lo de suas mãos, figuras encapuzadas invadem a sala. Jesse diz a Tulip que Madame Boyd a enganou para matar Vovó sabendo que ela também se mataria. Quando T.C. afirma que Vovó precisa devorar uma alma para se recuperar, uma luta começ. Em Nova Orleans, Cassidy conhece os Filhos de Sangue. |              |                                                    |                   |                         |                      |                     |
| 29 | 6            | "Les Enfants du Sang" "(Les Enfants du Sang)" (BR) | Laura Belsey      | Rachel Wagner           | 29 de julho de 2018  | 0.78                |
| Depois que Eugene descobre que Annville foi destruída e sua população morta, ele é colocado em um orfanato, mas é imediatamente adotado pelo Santo dos Assassinos, que pretende levá-lo de volta ao Inferno após outra parada. Acontece que Eccarius, o líder dos Filhos de Sangue, é um vampiro de verdade que possui mais poderes sobrenaturais do que Cassidy por eventualmente beber o sangue de seus discípulos humanos. Ele quer Cassidy como companheiro. No entanto, Cassidy fica revoltado com seu esquema, mas ainda retorna para ele no final. Jesse e Tulip perderam a luta. A fim de prevenir o T.C. de tirar a alma de Tulip, Jesse se oferece para roubar o depósito de Madame Boyd, que está guardado em uma caixa de depósito bancário. Com a ajuda de Jody e T.C., eles conseguem roubar o banco e alimentar Vovó com todas as almas, mas ainda não é o suficiente. Então Jody sequestra Madame Boyd, e eles extraem sua alma para vovó devorar. Jesse atira em Madame Boyd depois para impedi-la de lutar nas Tumbas. Ele promete pagar sua dívida com sua avó e decide chamar o Graal. Em seu escritório em Nova Orleans, Herr Starr conhece o Allfather, que lhe conta sobre seus planos de destruir o mundo por um apocalipse nuclear em preparação para a segunda vinda do Messias e que ele quer falar sobre Jesse Custer. |              |                                                    |                   |                         |                      |                     |
| 30 | 7            | "Hilter" "(Hilter)" (BR)                           | Michael Morris    | Carla Ching             | 5 de agosto de 2018  | 0.88                |
| Hitler trabalha em uma lanchonete de fast food com um pseudônimo, planejando uma revolução fascista, quando o Santo dos Assassinos aparece com Eugene e o leva acorrentado. Quando Jesse e Tulip queimam o corpo de Madame Boyd, o Graal chega a Angelville. Nas negociações com Herr Starr sobre os termos da libertação de Jesse, Vovó exige mais almas. Starr concorda em obter almas da empresa japonesa de negociação de almas, que é propriedade do Graal, desde que ele possa pegar Jesse emprestado imediatamente. Marie L'Angelle consente, mas ameaça matar Jesse se Starr não seguir em frente. Antes de Starr enviar Sarah Featherstone e Tulip junto com Jody disfarçados para Osaka, Tulip pede a Jesse para cuidar de Cassidy. Jesse revela seu plano de matar sua avó assim que ele tiver seus poderes de volta. Enquanto isso, Cassidy faz amizade com Eccarius e participa de seu esquema com os Filhos de Sangue, até mesmo mordendo um de seus discípulos. Quando uma gangue de padres assassinos, contratados pelo Graal, tenta matar Eccarius e prender Cassidy, eles são derrotados por Cassidy. Acontece que Eccarius, sem o conhecimento de Cassidy, matou todas as vítimas que ele transformou em vampiros. Starr ordena que seu agente Hoover continue a caçada por Cassidy. T.C. pergunta vovó sobre Gênesis. Quando Starr e Jesse chegam a Nova Orleans, Starr exige que Jesse mate "ele" para recuperar seu fragmento de alma e leva Jesse para encontrar o Allfather, o que ele foi designado para fazer. Jesse pega a arma de Starr e atira em Allfather, que mantém seu fragmento de alma dentro de seu reto, mas ele só consegue feri-lo. Starr, relutante em matar seu próprio superior, pega a arma e Jesse é dominado pelos guarda-costas de Allfather. |              |                                                    |                   |                         |                      |                     |
| 31 | 8            | "The Tom/Brady" "(Tom/Brady)" (BR)                 | Wayne Yip         | Mary Laws & Kevin Rosen | 12 de agosto de 2018 | 0.94                |
| Quando Jesse é dominado pelos guarda-costas de Allfather, ele é amarrado a uma maca. Os cientistas do Graal conseguem extrair Genesis de seu corpo e, após várias tentativas sem sucesso, transferi-lo para um clone de Humperdoo. O clone é executado antes que o verdadeiro Humperdoo seja trazido para a sala. Enquanto isso, Marie L'Angelle negocia com Satan, que reivindicaria sua alma após sua morte, para entregar Tulip a ele. Satanás envia Sydney, o Anjo da Morte, em uma missão para pegar Tulip. Cassidy e Eccarius capturam Hoover, agente do Graal, que está atrás deles, e o transformam em vampiro. Cassidy descobre que Eccarius assassinou todos os outros vampiros para aumentar suas habilidades sobrenaturais, e ele confronta Eccarius. Na luta, Eccarius nocauteia Cassidy e Hoover escapa. Tulip, Sarah Featherstone e Jody conseguem roubar o cofre da empresa de tráfico de almas em Osaka. Após seu retorno a Nova Orleans, eles são parados por Sydney, mas Tulip a engana para que leve Featherstone, que ainda carrega a mala cheia de almas. Em um ponto de ônibus para o Inferno, eles encontram o Santo dos Assassinos com Eugene e Hitler. Hitler convence Featherstone a emprestar-lhe o telefone celular, e ele envia uma mensagem a um amigo na lanchonete. |              |                                                    |                   |                         |                      |                     |
| 32 | 9            | "Schwanzkopf" "(Schwanzkopf)" (BR)                 | Kevin Hooks       | Gary Tieche             | 19 de agosto de 2018 | 0.98                |
| Jesse consegue transferir Genesis para o Allfather, fazendo-o explodir antes de retornar para Jesse. Ele luta com sucesso com Herr Starr pelo frasco contendo seu fragmento de alma e recupera seus poderes. Quando Starr explica a ele que Allfather já colocou em ação um plano para destruir o mundo e colocar Humperdoo no comando, Jesse quer matar Humperdoo, mas não pode atirar nele. Em vez disso, ele o libera junto com todos os clones restantes, tornando impossível identificar o verdadeiro, e então ele parte de volta para Angelville. Quando Starr descobre que Hoover foi transformado em vampiro, ele fica furioso com Jesse. Quando Cassidy se recusa a ir junto com a farra de Eccarius, ele é capturado pelo outro vampiro, que ameaça matá-lo. Antes de Sydney entrar no ônibus para o Inferno com os outros, Tulip caminha até ela e a convence a dar a ela a mala cheia de almas. No entanto, ela é exposta por Eugene, e Sydney força Tulip a entrar no ônibus, enquanto Featherstone e Jody saem com a mala. Durante a viagem para o Inferno, o ônibus é emboscado por neonazistas. Quando T.C. diz a Marie L'Angelle que Jesse ainda não apareceu, ela responde que Jesse vai voltar para matá-la. |              |                                                    |                   |                         |                      |                     |
| 33 | 10           | "The Light Above" "(A Luz Acima)" (BR)             | Sam Catlin        | Sam Catlin              | 26 de agosto de 2018 | 1.02                |
| Em um flashback, um jovem Jesse é observado por Deus e Satanás enquanto tenta sem sucesso matar Vovó. No presente, T.C. e Jody tentam impedir Jesse, mas Jesse força o T.C. para se ferir e derrotar Jody em um combate mortal nas Tumbas, antes de queimar o local com o T.C. escolhendo morrer nas chamas. Depois disso, Jesse ordena que vovó liberte ele e Tulip de seus feitiços, bem como destrua a mala de almas. Apesar de sua avó dizer a ele que ele irá para o inferno se a matar, ele a mata. Tulip, Sydney e o Santo dos Assassinos lutam contra os neonazistas que tentam resgatar Hitler, que é nocauteado por Eugene enquanto foge. Deus detém uma granada destinada a Tulip e se oferece para abençoar sua família se ela convencer Jesse a parar de procurá-lo. No entanto, Tulip declina e foge. Quando o Santo entrega seus cativos a Satanás, ele pega suas armas de volta e descobre que foi idéia de Deus deixar sua família morrer. Depois de atirar em Satanás, Hitler toma o assento do diabo, e o Santo sai do Inferno com Eugene. Cassidy convence os Filhos de Sangue, que foram secretamente transformados em vampiros, que Eccarius matou suas antigas vítimas, então eles se voltam contra seu líder e o devoram. Hoover aparece e se esconde com Cassidy sob um guarda-chuva, o Graal remove o telhado do prédio e mata os Filhos de Sangue. Cassidy é capturado e levado para Masada, o quartel-general do Graal, onde Starr mata Hoover e planeja torturar Cassidy e matar Jesse. Jesse se reúne com Tulip e descobre que Cassidy foi levada pelo Graal. |              |                                                    |                   |                         |                      |                     |

## Recepção crítica
A terceira temporada tem uma taxa de aprovação de 92% no Rotten Tomatoes, com base em 12 avaliações, com uma média de 7,71/10. O consenso crítico do site afirma: "Preacher retorna à sua deliciosa devassidão, mas com uma mão mais estável e melhor equilíbrio, elevando o drama sem diminuir o impacto." No IGN, Jesse Scheeden deu à estreia da temporada uma pontuação de 8.7 de 10 e afirmou que "Preacher está finalmente se aventurando em uma das melhores e mais perturbadoras peças dos quadrinhos, e até agora a nova temporada parece estar indo na direção certa. 'Angelville' consegue contar uma história sombria e focada, uma que estabelece a relação entre Jesse e sua avó e faz nossos heróis se sentirem mais vulneráveis do que nunca."